# Шор, Стивен
Стивен Шор (англ. Stephen Shore) (8 октября 1947) — американский фотограф, получивший известность благодаря фотографиям обыденных объектов и сцен американской жизни, а также за использование цвета в художественной фотографии. В 2010 году награждён Почетной стипендией Королевского фотографического общества.

## Биография и творческий метод
Фотография интересовала Стивена Шора с самого раннего возраста. В шесть лет он получил в подарок от дяди оборудование для темной комнаты, а через три года уже делал свои первые цветные фотографии на 35-мм камеру. В 10 лет он стал обладателем экземпляра книги Уокера Эванса «Американские фотографии», которая оказала на него сильное влияние. Шор начал карьеру фотографа в 14 лет после того, как он показал свои работы Эдварду Стайхену, в то время — куратору отдела фотографии Музея современного искусства (MoMA). Заметив талант Шора, Стайхен приобрел три работы для коллекции музея. В 17 лет Шор познакомился с Энди Уорхолом и стал посетителем арт-студии Уорхола, Фабрики, где фотографировал его и посетителей Фабрики.
Энди был очень открыт в своем творческом процессе. Он пробовал разные цвета, разные техники печати и мог спросить меня: «Стивен, что ты думаешь об этом цвете?» Но это было не потому, что он действительно заботился о том, что я отвечу. Просто некоторым людям нравится работать не в одиночестве. Это давало Энди силы сосредоточиться и использовать чужую энергию в своем творчестве.
В 1971 году, в возрасте 24 лет, Шор становится одним из немногих фотографов, кто удостоился прижизненной персональной выставки в Метрополитен-музей.
В 70-е годы Шор совершает ряд поездок вглубь Америки и Канады, где он делает серию дорожных фотографий. В 1972 году, по пути из Манхэттена в Амарилло, штат Техас, он уделяет особое внимание цветной фотографии, экспериментируя с которой он использует 35-мм камеру и камеру с форматом 8х10. В 1974 году Шор получает финансирование от Национального фонда искусств (NEA), а в 1975 году грант Фонда Гуггенхейма. Результатом его экспериментов стала книга «Uncommon Places» (1982), которая, продолжая исследования новых мест и объектов повседневности, а также новых возможностей работы с цветом, оказала заметное влияние на современных фотографов.
Шор снимает фотоматериалы для Another Magazine, Elle, Daily Telegraph и многих других. По заказу итальянской марки Bottega Veneta в 2006 году он фотографирует Лидию Херст, кинорежиссёра Лиз Голдвин и модель Уил Чалкер для рекламы бренда.
В последние годы Шор также фотографирует в Израиле, Западном береге реки Иордан и Украине.
Один из аспектов «цифровой революции», который мне интересен, — это повсеместность фотокамер. Человек может отправить другу несколько фотографий, сделанных в иракской тюрьме, и за день они наполнят все мировые газеты. Когда журнал Time иллюстрирует взрывы в лондонском метро, им не нужно обращаться к фотожурналистам, достаточно использовать снимки сотовых телефонов выживших. Интернет означает, что теперь у всех есть публичный голос. С одной стороны он игнорирует визуальные табу, навязываемые редакторами традиционных СМИ, а также игнорирует финансовые ограничения СМИ. Самая новаторская работа может получить свою аудиторию. С другой стороны, когда у каждого сегодня есть публичный голос, мы видим скольким людям сказать нечего.

## Публикации
- Uncommon Places. New York: Aperture, 1982. ISBN 0-89381-101-7.
- The Velvet Years, Andy Warhol’s Factory, 1965—1967. New York: Thunder’s Mouth, 1995. ISBN 978-1857933239.
- London: Phaidon Press, 2005, 2008, 2011, 2013. ISBN 978-0-714848-63-1.
- A Road Trip Journal. London: Phaidon, 2008 ISBN 978-0714848013.
- Stephen Shore: Survey. Madrid: Fundación Mapfre, 2014. ISBN 978-1597113090.
- Survivors in Ukraine. London: Phaidon, 2015. ISBN 978-0714869506